# Toma Peiu
Toma Peiu (* 19. August 1987 in Bukarest) ist ein rumänischer Drehbuchautor und Experte für Öffentlichkeitsarbeit. 

## Leben
Peiu wurde am 19. August 1987 geboren und wohnt derzeit in New York. Nach seinem Bachelor der Audiovisuellen Kultur und Kommunikation studiert er nun Drehbuchschreiben an der UNATC I. L. Caragiale Universität in Bukarest.
Nach einer kurzen Pressekarriere war er ab 2007 in den wichtigsten Filmevents in Rumänien und den Nachbarländern als Jurymitglied, PR und Produzent involviert (darunter TIFF, das internationale Animationsfestival Anim'est, die Gopo Preise oder das internationale Filmfestival NexT).
2003 gründete er zusammen mit Luiza Pârvu die Produktionsfirma Root Films. Seit 2009 schreibt und produziert er gemeinsam mit ihr Filme. Er ist derzeit Stipendiat eines Masterprogramms in Film und Medienwissenschaften an der New School University in New York, USA.
Die Drehbücher, die er gemeinsam mit der Regisseurin Luiza Pârvu schrieb, wurden als erfolgreiche Kurzfilme umgesetzt, darunter Das Jubiläum (Aniversarea, 2010) und Draft 7 (2011). My Baby (2013), der neueste Kurzfilm, geschrieben von Toma Peiu und verfilmt unter der Regie von Luiza Pârvu, wurde bisher bei über 20 nationalen und internationalen Filmprogrammen gezeigt. 
2014 nahmen 3 weitere Kurzfilme von den beiden an Festivals teil: A new World (Root Films/ NYU Tisch), Alma (Root Films/ UNATC Bucureşti) und Dry Bones (Root Films/ NYU Tisch).

## Filmografie
- 2010: Aniversarea (Kurzfilm)
- 2011: Draft 7 (Kurzfilm, Co-Autor)
- 2013: My Baby (Kurzfilm, Autor)
- 2014: Lume Noua (Kurzfilm, Autor)